# Ricardo Maduro
Pour les articles homonymes, voir Maduro.
Ricardo Maduro Joest, né le 20 avril 1946 au Panama, est un homme d'État et un homme d'affaires hondurien. Ancien directeur de la Banque centrale du Honduras et ancien président du Parti national du Honduras, il est président de la République du 27 janvier 2002 au 27 janvier 2006.

## Biographie
De son premier mariage avec une Salvadorienne, Miriam Andréu, sont nés trois filles et un fils, Ricardo Ernesto, qui a été enlevé à 25 ans le 23 avril 1997. On a retrouvé son corps deux jours plus tard. Cette épreuve aurait inspiré Maduro qui, fort du soutien de la population et désigné par son parti, a pu malgré la Constitution de son pays se porter candidat à l'élection présidentielle. En effet, Ricardo Maduro est né au Panamá, d'un père panaméen et d'une mère guatémaltèque naturalisée hondurienne.
Élu sur un programme qui prônait la « tolérance zéro » à l'égard de la délinquance dans un pays où le phénomène des jeunes des rues est omniprésent, sa présidence a été marquée par une augmentation des assassinats inexpliqués. Les statistiques gouvernementales font état de meurtres aux « circonstances inconnues » et de « disparitions », imputés par certaines organisations non gouvernementales à des escadrons de la mort dont les liens avec le pouvoir politique hondurien restent incertains.
En quatre ans, le pays compte 560 000 pauvres supplémentaires. Il laisse à son successeur une administration centrale « complètement brisée » avec des institutions d’État « mises à sac ».